# 민주시민언론상
민주시민언론상은 언론개혁과 시민언론운동 발전에 기여한 개인 또는 단체의 공을 기리기 위해 민주언론시민연합에서 1999년에 만든 언론상이다.

## 개요
1984년 박정희 정권 때 해직된 조선·동아투위 언론인들과 1980년 전두환 정권에 의해 해직된 언론인들을 중심으로 만든 민주언론운동협의회가 전신이다. 언협은 ‘말’지를 창간했고, ‘말’지는 보도지침 사건을 터뜨리는 등 민주화에 기여했다. 1998년 언협은 사단법인 민주언론시민연합으로 개칭하고 시민단체 활동을 시작하면서 매년 창립기념식에 맞춰 민주언론시민상 시상식을 개최한다.

## 역대 수상자
| 회차 | 연도   | 부문            | 수상자                                                                         | 수상 이유 |
| ---- | ------ | --------------- | ------------------------------------------------------------------------------ | --- |
| 1회  | 1999년 | 본상            | 노동자뉴스제작단 (대표 김명준)                                                 | 89년 창립한 노동자뉴스제작단은 '노동자뉴스', '현장파업소식' 등을 긴급 제작해 보급하는가 하면 '해고자', '꼭 한걸음씩' 등의 다큐멘터리를 발표해 거대언론이 뉴스를 독점하고 있는 상황에서 시민의 알권리를 확대하는 데 크게 기여 |
| 1회  | 1999년 | 특별상          | 오동명 (전 중앙일보 사진부 기자)                                               | 홍석현의 탈세와 관련해 편집국 기자들의 자성을 촉구 |
| 2회  | 2000년 | 본상            | 인권하루소식                                                                   | 인권운동사랑방 (대표: 서준식)에서 발행한 팩스 매체로, 어려운 환경에서 인권 신장에 기여한 공로를 인정 |
| 3회  | 2001년 | 본상            | 오마이뉴스                                                                     | 인터넷을 통해 기존 언론이 외면한 시민사회의 소식과 소외된 이들의 뉴스, 언론개혁운동을 적극 다루고 시민기자가 참여하는 시민저널리즘을 구현해 대안매체로서 가능성을 보여줬다 |
| 3회  | 2001년 | 특별상          | MBC 라디오 '손석희의 시선집중'                                                 | 사회적 약자에 대한 관심과 친개혁적 내용을 담은 프로그램으로, 생생한 지역현장 소식을 적극 다루며 뉴스중심 인물과 인터뷰를 시도하거나 미국 위주의 외신을 탈피하는 등 기존 언론과 다른 획기적인 방식을 높이 평가함 |
| 4회  | 2002년 | 본상            | 홍세화                                                                         | 한겨레 칼럼을 통해 언론개혁의 문제를 날카롭게 지적해왔으며 한겨레 `왜냐면'의 기획을 맡아 획기적인 공론의 장을 마련 |
| 4회  | 2002년 | 특별상          | CBS '시사자키 오늘과 내일'                                                     | 사회 각 분야 현안에 대한 분석과 대안 제시에 힘쓰는 동시에 소외된 사람들의 목소리를 담아냈다는 평가 |
| 5회  | 2003년 | 본상            | MBC TV 'PD수첩' '나의 목숨을 원한다면-어느 노동자의 유서 (연출 오동운 조능희)' | 'MBC PD수첩은 대다수 언론에 의해 왜곡된 노동자들의 고통스러운 현실을 알렸고 노동자의 죽음이 '사회적 타살'이 될 수 있음을 보여줬다' |
| 5회  | 2003년 | 특별상          | 옥천신문 오한흥 대표                                                           | 촌지 및 향응 거부, 언론부패의 산실인 기자실 출입거부, 지방권력의 비리와 횡포는 가차없이 폭로한다는 등의 원칙을 세워 지금까지 지켜오면서 풀뿌리 언론의 바람직한 상을 제시하였다. 또한 다양한 방법으로 조선일보의 편파·왜곡보도 및 반민족적 행각을 고발하여, 지역 언론운동의 모범 사례로 평가받고 있다.                                   |
| 5회  | 2003년 | 심사위원 특별상 | 정락인 (비즈넷타임즈 기자)                                                     | '화물차 지입사기'를 끈질기게 추적 보도 |
| 6회  | 2004년 | 본상            | KBS `생방송 시사투나잇'(연출 김현 아나운서 김윤지)                             | '기계적 중립과 객관주의'에서 벗어나 사안의 본질을 심층적이고 집중적으로 다뤄 시청자에게 올바른 판단의 기회를 제공 |
| 6회  | 2004년 | 특별상          | '신행정수도 건설사수 남면비상대책위원회'                                       | 잘못된 보도에 대한 불매운동을 전개해 독자주권회복운동, 풀뿌리운동의 광역화 사례를 보여줬다는 평가 |
| 7회  | 2005년 | 본상            | 이상호                                                                         | 정·경·검·언의 검은 유착을 담은 'X파일' 보도는 국민의 알 권리 보장과 언론의 사회감시라는 측면에서 높이 평가 |
| 7회  | 2005년 | 특별상          | 민중의 소리 김철수 기자                                                        | 11월15일 전국농민대회에서 사망한 고 전용철 농민의 현장 사진을 보도 |
| 8회  | 2006년 | 본상            | 경향신문 뉴스메이커 원회복 편집장                                              | 민족일보 필화사건의 진상 추적 |
| 8회  | 2006년 | 특별상          | 장애 전문 월간지 '함께걸음'                                                    | 지난 20년 동안 장애인에 대한 다양한 쟁점의 취재뿐 아니라 그들의 문제를 근본적으로 해결할 법과 제도의 개선을 위해 적극적으로 노력하고 있는 미디어 |
| 8회  | 2006년 | 심사위원 특별상 | 황새울 방송국 '들소리'                                                         | 미군기지 확장 반대운동 등을 인터넷으로 방송 |
| 9회  | 2007년 | 본상            | '시사저널을 사랑하는 사람들의 모임 (시사모)'                                   | 독립언론 '시사IN'의 산파역을 완벽하게 수행한 '시사모'는 민언련이 꿈꾸는 민주 시민의 전형" |
| 9회  | 2007년 | 특별상          | KBS 미디어 포커스                                                              | 방송의 유일한 매체비평 프로그램으로 한국사회 언론의 문제점을 지적하고 대안을 제시함은 물론 시청자에 대한 미디어교육의 역할을 톡톡히 수행 |
| 10회 | 2008년 | 본상            | '조·중·동 광고기업 불매운동'으로 기소된 누리꾼 24인'                           | 언론소비자주권 국민캠페인 조중동 광고기업 불매운동을 벌이며 언론의 왜곡보도에 대응하는 새로운 언론소비자운동의 지평을 개척, 또 이들의 활동을 계기로 '언론의 2차 소비자운동'을 공론의 장에서 논의하게 했다는 점도 높이 평가 |
| 10회 | 2008년 | 본상            | '미네르바'                                                                     | 경제위기 상황에서 대부분의 언론들이 제 역할을 하지 못하고 있을 때 날카로운 분석과 전망을 내놓아 권위 있는 '1인 미디어'의 역할을 했다는 평가를 받았다. 또한 인터넷 통제에도 민주적 소통을 추구하는 모든 누리꾼들의 다른 이름 |
| 10회 | 2008년 | 특별상          | 'KBS 사원행동'                                                                 | 여러 악조건에서도 방송인으로서 양식과 양심을 지키며 '공영방송의 정치적 독립성'을 지키고자 노력한 점을 인정 |
| 11회 | 2009년 | 본상            | MBC 'PD수첩' 제작진                                                            | 용산참사, 4대강 사업, 무상급식 예산삭감, 기무사 민간인 사찰, 신빈곤층 등 'PD수첩'은 사회의 현안들을 비껴가지 않았다 특히 지난 2월과 5월 두 차례에 걸친 용산참사 보도는 용역 동원 의혹을 구체적으로 제기하고, 검찰이 숨기고 있는 수사기록 3000쪽의 문제점을 제기하는 등 용산참사의 진실과 검찰 수사의 문제를 심층취재했다.               |
| 11회 | 2009년 | 본상            | 민중의소리 홍민철, 장명구 기자                                                 | 7월 22일부터 8월 6일까지 15일간 평택 쌍용자동차 공장 내부에 잠입해 생존권 보장을 요구하는 쌍용자동차 노동자들의 목소리를 생생하게 전달했다. |
| 11회 | 2009년 | 특별상          | 진실을 알리는 시민의 모임                                                      | 2008년 6월 만들어진 네티즌 단체로 시민후원금으로 한겨레신문, 경향신문 등을 구입해 시민들에게 나눠주는 활동을 시작했고, 현재 80개 지역에서 매주 1만부의 한겨레신문과 경향신문을 배포하는 일상적인 활동으로 자리잡았다. |
| 12회 | 2010년 | 본상            | MBC 노동조합 (위원장 이근행)                                                   | 이명박 정권의 탄압과 방송장악 시도에 맞서 국내 유일한 시사프로그램인 'PD수첩을 지켜내고, 공영방송 MBC 사수를 위해 총파업, 이근행 위원장과 진주MBC 정대균 지부장의 해고와 72명의 조합원 징계로 2010년 MBC 노동조합의 전체 징계자는 112명에 달했지만 이에 굴하지 않고 투쟁하고 있다                                                       |
| 12회 | 2010년 | 본상            | `언론 3단체 천안함 조사결과 언론보도 검증위원회 (대표위원 노종면)'             | 정부 조사 결과에 치명적인 모순과 왜곡이 있음을 과학적으로 밝혀냄으로써, 언론이 천안함 사건의 진실을 쉽게 외면할 수 없는 명분과 환경을 만들었다”며 “천안함 사건의 실체 파악을 외면하고 있던 주류 매체에 지속적인 자극을 주어 관련 보도를 이끌어 냈고, 천안함 사건에 상대적으로 적극적이던 인터넷 매체에는 주요 취재원으로서 기능을 했다. |
| 12회 | 2010년 | 특별상          | MBC PD 최승호                                                                  | PD수첩 '1당 독주, 견제 없는 지방자치', '검사와 스폰서' 편 |
| 13회 | 2011년 | 본상            | 미디어충청 기자 정재은                                                         | 주류언론이 외면하는 유성기업노조 파업 현장과 제주도 강정마을 해군기지 현장에 상주하며 가감 없이 취재해 진실을 알렸다 사회적 약자 및 노동자들 파업 현장 그들의 목소리를 국민들에게 생생하게 전달하는 이른바 ‘현장취재’ 전문기자로서 MB시대의 언론인들에게 ‘진짜기자’가 무엇인지 보여주었다                                               |
| 13회 | 2011년 | 특별상          | 송경동                                                                         | 한진중공업의 정리해고 사태가 악화되는 상황에서 4차례에 걸쳐 희망버스를 기획하고 이끌어, 정리해고를 전 사회적 문제로 확산시키며 사태 해결의 결정적인 실마리를 제공 |
| 14회 | 2012년 | 본상            | MBC 노동조합                                                                   | 공영방송 MBC가 이명박 정권에 장악된 최악의 상황에서도 본인들의 안위보다는 '낙하산 사장 퇴진, 공정언론 쟁취'를 위해 총파업을 벌였다. |
| 14회 | 2012년 | 특별상          | 이정호 (부산일보 전 편집국장)                                                  | 단순히 한 언론사의 편집권 독립 쟁취를 넘어 소유주와의 투쟁을 벌이고, 정수장학회의 사회환원을 위해 노력했다는 점이 높게 평가 |
| 15회 | 2013년 | 본상            | 뉴스타파                                                                       | 기성 언론이 외면한 사회 주요 이슈의 본질을 추적하고 사전의 진실을 보도하기 시작했다 4대강 세굴 현상, 제주 강정마을 폭력 사태, 한국인의 조세피난처 악용 실상 등을 밝히면서 저널리즘 정신을 잃지 않았다. |
| 15회 | 2013년 | 특별상          | '한국일보 비상대책위원회'                                                      | 5월 사주 '장재구' 회장을 업무상 배임 등의 혐의로 검찰에 고발하면서 사측에서 자행한 보복 인사에 저항 |
| 16회 | 2014년 | 본상            | 세월호참사가족대책위원회                                                       | 유가족이자 시민으로서 KBS보도에 적극적으로 문제제기를 하는 등 한국 언론의 문제점을 지적하고 개선하는데 앞장섰다 |
| 16회 | 2014년 | 특별상          | 울산저널                                                                       | '울산'이라는 보수적인 도시에서 자본과 토호세력에 굴하지 않고, 비판 언론의 역할을 다 하고 있다 |
| 17회 | 2015년 | 본상            | 한겨레신문 탐사기획팀                                                          | 2014년 11월 '반도체 아이들의 눈물'(박용현 에디터, 임인택, 오승훈 기자) 2015년 1월 'MB 31조 자원외교 대해부'(류이근 팀장, 임인택 최현준 김정필 기자) 2015년 5월 '부끄러운 기록, 아동학대'(류이근 팀장, 임인택 최현준 하어영 임지선 기자)                                                                                                 |
| 17회 | 2015년 | 본상            | 뉴스타파 '친일의 망각' 제작진                                                  | 친일 후손들이 어떤 삶을 살아왔는지 입체적이고 실증적으로 증명한 최초의 기획 |
| 17회 | 2015년 | 성유보특별상    | 미디어몽구                                                                     | 끈질긴 기자정신으로 지난 10년간 주류언론이 외면한 사회 약자들의 투쟁 현장에 달려가 활동을 생생히 기록하고 그들의 목소리를 담았다. |
| 17회 | 2015년 | 성유보특별상    | 김운성, 김서경                                                                 | 평화의 소녀상 조각가. 평화의 소녀상을 통해 일본군 강제위안부 문제를 국제적인 이슈로 부각하는데 크게 기여했다. 이 외에도 미선 효순 추모비, 한국군 베트남 양민학살 위령비 미니어처 등 사회문제를 예술로 승화시키고자 노력했다. |
| 18회 | 2016년 | 본상            | 손석희                                                                         | jTBC 보도부문 사장을 맡아서 민주주의와 저널리즘의 새로운 지평을 열어내고 있다 |
| 18회 | 2016년 | 특별상          | 최승호                                                                         | 영화 '자백'은 독재정권부터 이명박·박근혜 정권에 이르기까지 정권이 정치적 위기를 맞을 때 대공 수사기관이 특정 사람들을 감금하고 고문해 자백을 강요한 추악한 역사를 알렸다. |
| 19회 | 2017년 | 본상            | 김어준 (딴지일보 총수)                                                         | 한겨레TV 김어준의 파파이스, TBS 김어준의 뉴스공장 진행 정치시사이슈를 친숙한 방식으로 진행 |
| 19회 | 2017년 | 특별상          | 정상진 (엣나인필름 대표)                                                       | 영화 공범자들의 배급과 마케팅을 전담하며 공영방송 정상화 문제를 이슈화하는 데 혁혁한 공로를 세웠다. |
| 20회 | 2018년 | 본상            | 한겨레 '가짜뉴스의 뿌리를 찾아서' 취재팀 (기자 김완‧변지민‧박준용‧장나래)      | 국론을 분열시키고 민주주의를 위협하고 있는 가짜뉴스의 생산과 유통을 끈질기게 취재하여 공론화함 |

## 지역 민주언론상
각 지역 민주언론시민연합에서 민주언론의 가치를 실현한 뚜렷한 성과가 있는 언론인(단체)에게 상을 수여하여 언론 개혁의 귀감으로 삼고자 제정, 시상하는 상이다.

### 광주전남민주언론상
- 2005년 1회
- 2008년[11]
  - 대상 : 4년째 구수한 전라도 사투리로 지역 현안에 속시원한 일침을 하는, 광주문화방송 라디오 프로그램 ‘말바우 아짐’(김승재 국장, 김인정 작가, 지정남 MC)
  - 신문보도 : 광주 북구 동림동 아파트 담장 문제, 광주시의 하계 U대회 유치 타당성 등 지역 현안을 집중보도 해 온 광주드림 자치부
  - TV 기획보도부문 : ‘호남의 힘’ 3부를 보도한 KBC 광주방송의 백지훈 취재기자·김종원 영상기자
  - 라디오 기획보도부문 : 진폐환자의 끝나지 않은 고통을 보도한 CBS 조기선 기자와 조충남 PD
  - 주간신문보도부문 : 광주시 환경정책을 점검했던 ‘시민의소리’ 오윤미 기자
  - 특별상 : 월간문화잡지 ‘전라도닷컴’
  - 특별상 : 광주MBC 노동조합 (단체부문)
- 2009년[12]
  - 대상 : '시·도지사 업무추진비'를 집중 조명한 KBS '시사터치 오늘'
  - TV 부문 본상 : '8·15 특집, 해방되지 못한 소녀들'을 보도한 광주MBC '시사르포 여기는 지금'
  - 일간신문 본상 : '초호화 빌라로 박시장 관사 이전 추진'을 보도한 광주드림 박중재 기자가 수상자로 선정됐다. 광주드림은 지난해 '동림동 아파트 담장문제'와 '하계 유니버시아드 대회 집중보도'로 민주언론상을 수상한 데 이어 2년 연속 민주언론상을 수상
  - 특별상 : '미디어법 투쟁 3년, 지역과 소통하다'를 보도한 KBC광주방송의 이계혁 기자
- 2011년[13]
  - 대상 : '의혹투성 장애인 사업' 연속보도(광주MBC 보도국)
  - 우수상 : 광주MBC 구성작가 9명 부당해고(시민의소리 박용구 기자)
  - 특별상 : 뉴시스 광주전남본부 안현주 기자의 '기무사 민간인 사찰 의혹'
- 2012년
  - 대상 : PBC 광주평화방송의 <5월의 남매 일기>
  - TV 부문 : KBC 광주방송의 <화순탄광, 재해율 0%의 비밀'>
  - 주간·지방신문 : 해남신문의 <해남발전소 갈등과 심층보도>
  - 일간신문 : 전남일보 <5.18 특집, 실종 32년 우리는 그들을 잊었다>
  - 특별상 : 해남신문 오영상 편집국장
  - 라디오 부문 : 전남CBS 고영호 기자 기획 보도한 <공무원이 아니랍니다>: 광양시청 무기 계약직 직원들의 처지를 생생한 육성과 현장 근무 사진·클로즈업 인터뷰 동영상을 통해 4차례 연속 보도하는 등 무기 계약직의 실태를 집중 조명[14]
- 2013년[15]
  - 광주MBC 보도국 김철원·강성우 기자의 5·18 33주년 기획보도 '33년 전 오늘'
  - KBC광주방송 보도국 강동일·이계혁·김재현·박성호·정경원·김종원·김영휘 기자의 '기아차 정규직 자녀 세습 채용과 비정규직의 눈물'
  - 전남CBS 고영호 기자의 '건설 노동자 불량 도시락 파문'
  - 광주매일신문 사회부 노병하·김혜수·사진부 김애리 기자의 '80년 오월 참상 지켜본 '무언의 증인' 도청 앞 시계 어디로 갔나'
  - 시민의 소리 김다이 기자의 '광주전남 여성 운동사 21세기에 바라본 근현대 여성운동 연재'
  - 강진일보 주희춘 기자의 '광주·전남의 대표적 보부상 병영상인 발굴보도'
- 2014년[16]
  - 연합뉴스 광주전남취재본부 박성우·전승현·손상원 기자의 '허재호 전 대주그룹 회장 황제노역':  '한국서 사라진 대주그룹, 뉴질랜드서 홀연 등장' '해외 호화생활 허재호, 항소심 판결 다음날 출국' '법원·검찰, 허재호 회장 봐주기 경쟁?' 등의 보도로, 허재호 전 회장의 수사, 재판, 재판 후 해외 도피 과정에서 지역 법조계, 정관계의 실상(문제점)을 드러냈다
  - CBS 조기선·김형로 기자, '박 대통령 허수아비 풍자 세월오월 전시 무산': 홍성담 화백이 광주시 고위 긴부로부터 박 대통령을 허수아비로 묘사한 부분에 대한 작품 수정 압력을 받고 있다는 사실을 확인, 표현의 자유 침해 사실을 단독 보도
  - KBS 김기중·지종익·이승준 기자, '일베, 얼굴없는 폭력': 사회적 약자와 특정 지역을 비하하는 '일간베트스저장소'(일베)를 정면으로 비판하는 국내 최초 다큐멘터리를 방영, 우리 사회가 일베에 어떻게 대응해야 하는지를 환기
- 2015년
  - 포스코 하청업체 노동자에 대한 노동 탄압 실태를 밀착취재 보도한 전남CBS 고영호 기자, 해남군의 조직적인 근무평가 조작 사건을 장기간 취재보도한 해남신문 석정주 기자 공동수상
- 2016년
  - 광주MBC(김인정, 김철원, 한신구, 강성우, 박재욱 기자) : 기획 보도 ‘삼성의 비밀, 멍드는 지역경제’
  - 광주일보(김형호) : 연속보도 ‘국가기관 전파관리소 국민 상대 불법 감청’
  - 광주드림(김우리) : 연속보도 ‘상무 금요시장 폭풍단속 상인들 “죽으라는 건가”’
- 2017년
  - 광주MBC : '5.18 당시 백악관 회의 ‘닉 플랫’ 문건 단독 보도 및 5.18 발포명령자 추적 취재'
  - 특별상 : 팟캐스트 '귤까는 방송'
- 2018년
  - 대상 : KBS 광주방송 '미술품 기증의 두 얼굴…비공개 협약 최초공개'
  - 특별상 : 광주가톨릭평화방송의 시사프로그램 '함께 하는 세상, 오늘'과 청소년 신문 '길'
- 2019년
  - 특별상 : 광주가톨릭평화방송 여순사건 71주년 기념 다큐멘터리 '동백꽃 편지'(기획 김선균 부국장, 연출 조미영PD, 양복순PD, 편수민PD)
- 2020년
  - 대상(공동수상) : 오마이뉴스 김동규 시민기자 '명진고 사건 연속 보도'
  - 대상(공동수상) : 5.18 40주년 특집 다큐멘터리 '이름도 남김없이' 2부작 (광주MBC 김철원, 박수인, 이정현, 김인정)
  - 특별상 : KBS 광주방송 지종익, 오정선 '5.18 40주년 아카이브 프로젝트 전두환경위서'

### 경기민주언론상
11회부터 한국 언론민주화를 위해 <조선일보> 반대 운동을 벌여온 장문하 선생을 기리기 위해 ‘장문하 경기민주언론상’으로 명칭을 바꿔 시상한다.
- 2005년 1회
- 2006년 2회
  - 취재 부문: ‘구멍 뚫린 팔당댐 국유지 관리’ 등을 보도한 <경기일보> 전상천 기자
  - 비취재 부문: 김상돈 <경인일보> 화백
  - 특별 부문: 희망조합(옛 i-TV 노조)
- 2007년 3회
  - 취재부문: 5월31일 기사를 통해 시흥시장의 비리를 고발하고 기업간의 뇌물수수사건을 밝혀내는 등 풀뿌리민주주의 발전에 기여한 시흥시민뉴스 김영주기자[17]
  - 특별 부문: 황새울 방송국 들소리 - 2006년 6월부터 2007년 4월25일까지 200회 방송을 통해 경기 평택시 팽성읍 대추리에서 벌어진 '평택미군기지확장이전'과 관련한 생생한 과정을 보여줬고 모순된 현실과 평화, 인권의 가치를 진전시킨 공로
- 2008년 4회[18]
  - 취재 부문: 송명희 기자와 노동수 촬영기자는 8월10일 KBS 9시 뉴스를 통해 '안성시 미산리 골프장 개발 허가과정에서 사전 환경성 검토과정이 사실상 유명무실하다'는 보도를 시작으로 골프장 개발에 따른 주민피해, 안성시청의 인허가 부정 비리 등 20여건을 심층 보도했다.
  - 비취재 부문: 경기사진기자협회  (2006년 수해 중 골프 치는 도의원 사진, 2008년 촛불집회의 생생한 보고 등 사건, 사고, 집회 현장에서 생생한 모습을 전달)
- 2009년 5회[19]
  - 비취재 부문: '언론소비자주권 국민캠페인(언소주) 경인본부 - 족벌신문들의 왜곡보도와 여론 독점에 저항하며 최대 광고주인 삼성불매운동을 벌이는 등 현장에서 언론 개혁의 중요성을 시민들에게 알리고 언론 소비자들의 권리를 실현하고자 노력한 공로
  - 비취재 부문: 우정욱 시흥시 공보정책담당관: 시청 내 브리핑 룸을 ‘시민관’으로 개혁하면서 시민들의 소통 공간으로 탈바꿈시키고, 시의 행정광고 집행기준을 세우는 등 공보 예산절감 및 집행효율화[20]
- 2010년 6회[21]
  - 취재부문: '뉴시스 경기남부취재본부 사회팀'( 김경호 팀장을 비롯해 김기중, 유명식, 이승호 기자 등 4명): 3월 발생한 초계함 천안호 침몰사건 때 속보성 기사와 각종 의혹제기로 다른 언론을 선도하며, 사건의 진실을 파헤치는데 노력한 공로
  - 특별부문: '못골시장 라디오방송국 못골 온에어(이충환 못골시장상인회장): 지역 상인들의 삶의 이야기를 나누고, 지역 의제를 발굴해 공동체 형성과 참여 민주주의를 실천
- 2011년 7회[22]
  - 한겨레 홍용덕 기자: 그동안 지역 의제가 주변에 머물지 않도록 공론화하는 데 앞장서 왔으며, 특히 올 한해 뉴타운 기획보도로 삶에 스며들지 못한 정책이 가져다준 폐해를 집중 조명해 약자의 편에서 시민과 하나 되는 참 언론의 가능성
  - 비취재부문 특별상: 평택참여자치시민연대': 월간 '평택지기'를 발간, 무료로 배포 하는 등 지방자치 실현을 위해 애쓴 공로
- 2012년 8회[23]
  - 취재부문: 뉴시스 경기남부취재본부 이승호·노수정·김도란 기자: SJM 경비 용역의 노조원 폭력사태에 대한 신속한 보도와 폭력사태의 진상 및 사법 당국의 미온적 대처에 대한 지속적인 보도로 공식적인 사측의 사과와 직장폐쇄 등을 철회하는 성과
  - 특별부문: OBS 경인TV '뉴스 온(溫)' 제작팀
- 2014년 9회
  - 보도 부문 - 보도부문에서 경인일보의 홍정표, 김선회, 김태성, 황성규, 윤수경, 신선미, 강영훈, 하태황 등 8명의 기자:  2013년 5월 용인 CU 편의점주 자살 사건의 진실을 파헤치고, 이를 계기로 편의점 업계에 만연한 갑의 횡포와 을의 억울한 현실을 지속적으로 취재 보도함으로써 우리사회의 불공정한 거래 관행을 공론화해 CU 본사의 공식사과 및 상생협의체 발족 등의 성과와 '가맹사업법 시행령' 개정을 이끌어내는데 기여[24]
  - 비보도부문 - 시흥시, 우정욱 공보정책담당관: 시청 내 브리핑 룸을 ‘시민관’으로 개혁해 시민들의 소통 공간으로 탈바꿈시키고, 시의 행정광고 집행기준을 세우는 등 공보 예산절감 및 집행효율화, 시민의 알권리 충족과 지역사회의 건전한 언론 육성을 위해 노력한 공로[25]
- 2015년 10회: OBS 보도국 최기성 기자-  경찰의 음주운전과 선관위의 일탈행위, 성남 분당경찰서와 분당소방서의 허술한 수색 과정, 피감기관과 국회의원 사이의 부적절한 거래 등 다수의 특종보도를 하며 공공, 권력기관을 비판, 감시하고 의제화하는 일에 앞장서 왔다[26]
- 2016년 11회 (수상자 없음)
- 2017년 12회 민주주의와 평화통일, 노동, 생명, 인권 등 우리 주위의 이웃의 아픔과 목소리를 대변한 뉴스Q 장명구[27]
- 2018년 13회 황폐해진 지역 언론의 현실과 중요성을 시청자들과 함께 소통·공유한 경인방송(OBS) ‘희망조합 희망자전거 대장정 순례단’ 파업으로 황폐해진 언론 현실을 바로잡기 위해 헌신한 한국방송(KBS) 송명훈·송명희 기자[28]

### 경남민주언론상
- 2013년 1회

### 부산민주언론상
제정 취지창립 20주년을 맞아 지역언론의 발전방향을 모색하고 바른 언론상을 정립하기 위해 지역방송과 신문, 풀뿌리언론, 그리고 인물과 단체를 대상으로 ‘2014 부산민주언론상’을 제정
- 2014년 1회 KBS 부산방송총국의 시사프로그램인 ‘시선360’(PD 하용일, 장충순, 김경진, 강민채): 부산지역 유일한 시사고발 프로그램 역할 평가[29]

### 전북민주언론상
후원 - 호남언론학회 및 전주시민미디어센터
- 2014년 2회 CBS 김진경·이균형·임상훈: ‘유령사업에 하극상까지… 바닥친 자지단체-인사권·공사권 비서실장 공화국’을 취재 보도[30]

### 대전충남민주언론상
- 2002년 2회[31]
  - 장호순 순천향대학교 신문방송학과 교수: 풀뿌리 지역언론의 토대를 마련하기 위해 노력함으로써 올바른 언론개혁의 방향을 제시
  - 대전MBC 노동조합, TJB(대전방송) 노동조합: 위성방송 재전송 반대운동을 적극 벌여 서울 중심의 여론과 정보 전달을 방지하고 방송의 서울 독과점을 막아낸 공로
  - 프로그램 및 단체:
    - '대전CBS방송프로그램' 지역언론 모니터 결과를 꾸준히 보도하고 지역 언론개혁의 당위성을 널리 알림
    - '유성민주자치시민연합': 대전시 5개 구청 가운데 유일하게 계도지 예산을 절반으로 삭감 노력
    - '피알한 닷컴': 대전지역 최초의 인터넷 신문 창간으로 인터넷 언론시대의 기폭제를 마련
    - '공주시의회'와 '부여군의회': 충남지역 마지막 계도지 예산을 전액 삭감
    - '중도일보 노동조합': 사내 공정보도를 결의대회를 여는 등 편집의 독립성을 추구하고 자 노력
    - 공로상: 신현정 인터넷 민언련 위원장 - 홈페이지 제작 관리로 지역 언론의 감시자 역할을 충실히 수행
    - 우수회원상: 유민 (언론 모니터 활동과 자원활동)
- 2003년[32]
  - 충남 예산의 지역신문 ‘무한정보신문': 1년 창간 이래 풀뿌리 지방자치의 활성화에 기여해 왔을 뿐 아니라 특히 지난 4월 예산 보성초등학교장 자살사건 당시 다른 많은 언론이 전교조에 모든 책임을 떠넘기는 상황에서 객관적이고 진실된 보도로 지역신문의 사명을 다했다
- 2005년 7회
- 2009년 8회[33]
  - 본상:  전국언론노동조합 문화방송(MBC)본부 대전지부(지부장 이재우): 정부의 언론악법 처리 시도에 맞서 공영방송 사수와 언론자유 투쟁에 적극 나서는 등 지역 주민들의 알권리 신장과 민주사회 형성에 기여
  - 특별상: 대전광역시 서구의회: 대전지역 자치단체 중에서는 처음으로 구시대적인 낡은 관행인 계도지를 폐지해 건강한 지역언론 형성에 기여
  - CBS대전방송 시사포커스: 지역사회 현안 및 언론악법 의제를 심층적으로 기획해 보도하여 지역주민들이 언론악법의 실체를 알게 한 공로
- 2010년 9회[34]
  - 언론소비자주권캠페인 대전충남부: 언론악법 처리과정 및 올해 KBS 수신료인상반대 운동 등을 통해 언론소비자 주권을 찾기 위한 노력과 지역언론 공공성을 지키는 데 헌신
  - 특별상: 대전MBC 시사플러스: 2008년 신설이후 지역사회이슈에 대한 심층 분석과 고발을 통해 다른 지역언론이 외면한 사회적 이슈를 환기시키고 지역여론을 형성에 기여
  - 특별상: 김영호 우석대 교수:  2005년 출범한 지역신문발전위원회 부위원장 및 위원으로 활동하면서 고사위기에 빠진 지역신문 진흥을 위해 헌신, 지역언론활성화에 기여
- 2014년 특별상:  <오마이뉴스> 김종술 시민기자:  수 년 동안 4대강 현장을 누비며 생태계 훼손과 부실공사 현장을 지속적으로 보도[35]

### 충북민주언론상
- 2013년 1회[36]
  - 옥천신문 이안재 대표: 1989년 옥천신문 취재기사로 입사해 편집국장을 거쳐 현재 대표이사로 재직하며 지역풀뿌리 신문 1세대 기자ㆍ경영자로 일하면서 지역풀뿌리신문의 모범을 만들기 위해 헌신적으로 노력
  - KBS청주총국 이정훈 기자: 제천영육아원 아동학대 실태 연속 보도를 통해 아동학대 인권침해 실태를 고발하고 제천시가 제대로 관리 감독을 하지 않은 점 등 구조적인 문제점들을 파헤쳤으며 대책 마련을 이끌어내는 데 크게 기여.